# Дёмин, Александр Фёдорович
Александр Фёдорович Дёмин (1918-1943) — сержант Рабоче-крестьянской Красной Армии, участник Великой Отечественной войны, Герой Советского Союза (1943).

## Биография
Александр Дёмин родился 18 июля 1918 года в деревне Меркушиной (ныне исчезнувшая деревня в Ирбитском районе Свердловской области) в крестьянской семье. Получил начальное образование, работал в совхозе. В 1941 году Дёмин был призван на службу в Рабоче-крестьянскую Красную Армию. С июня того же года — на фронтах Великой Отечественной войны. К марту 1943 года сержант Александр Дёмин командовал орудием 451-го гаубичного артиллерийского полка 40-й гаубичной артиллерийской бригады 11-й артиллерийской дивизии прорыва 6-й армии Юго-Западного фронта. Отличился во время освобождения Харьковской области Украинской ССР.
23 марта 1943 года в районе села Пятницкое Чугуевского (ныне — Печенежского) района Дёмин выдвинул своё орудие на прямую наводку и открыл огонь по атакующим вражеским танкам. Когда часть артиллеристов его расчёта выбыла из строя, Дёмин встал к орудия и лично уничтожил 4 танка. Действия Дёмина позволили удержать занимаемый рубеж, однако сам он в том бою погиб. Похоронен в Пятницком.
Указом Президиума Верховного Совета СССР от 26 октября 1943 года сержант Александр Дёмин посмертно был удостоен высокого звания Героя Советского Союза. Также посмертно был награждён орденом Ленина.
Бюст Дёмина установлен в Ирбите.